# 斯旺普斯科特 (麻薩諸塞州)
斯旺普斯科特（英語：Swampscott）是一個位於美國麻薩諸塞州艾塞克斯縣的鎮。

## 人口
根據2020年美國人口普查的數據，斯旺普斯科特的面積為17.40平方千米，當中陸地面積為7.90平方千米，而水域面積為9.50平方千米。當地共有人口15111人，而人口密度為每平方千米868人。